# Volo a punto fisso

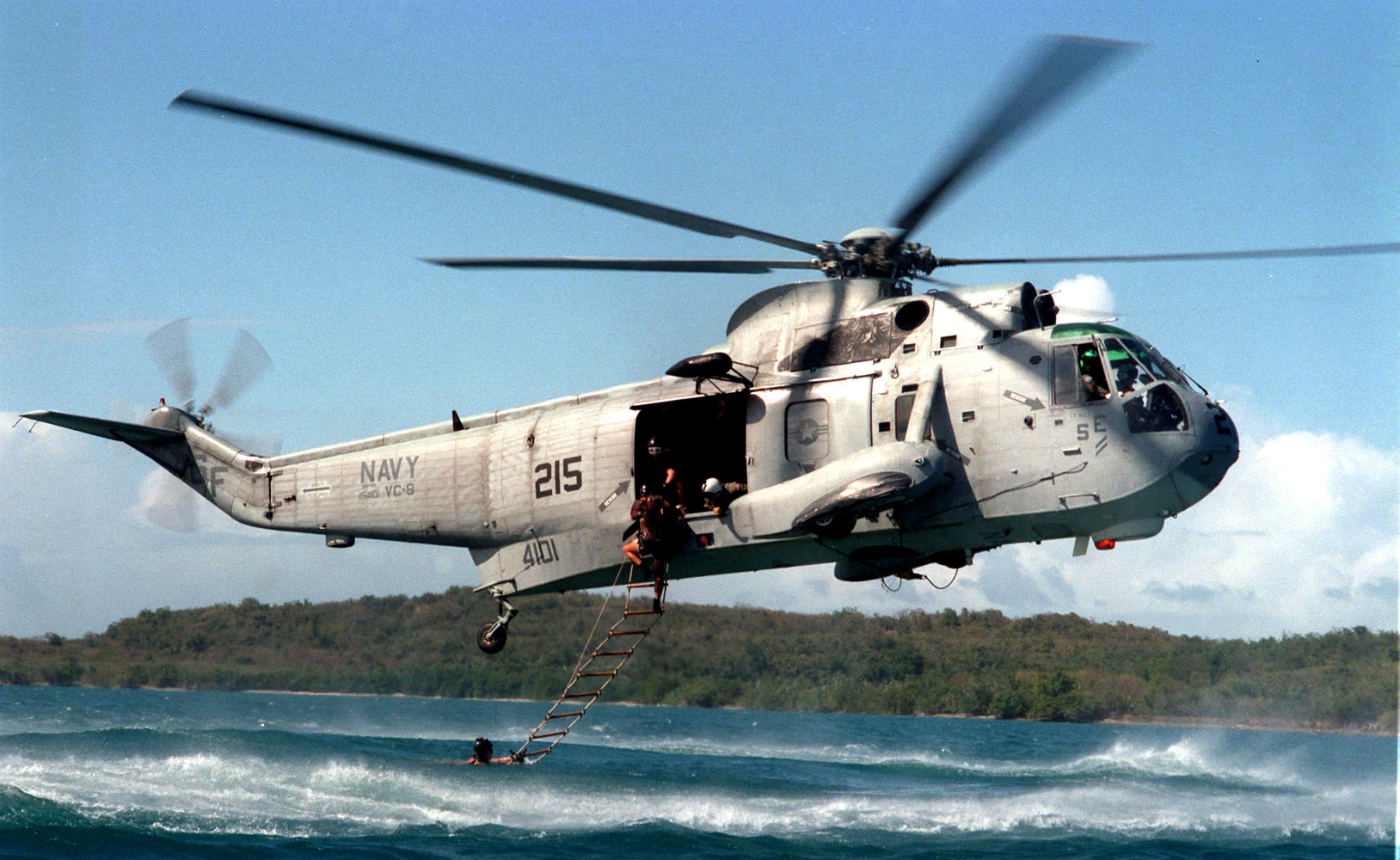
Un SH-3H Sea King della Marina USA in hovering davanti alla costa della base navale di Roosevelt Roads, Porto Rico

Il volo a punto fisso, hovering in lingua inglese, è una manovra eseguita da un aeromobile a sostentamento verticale, tipicamente un elicottero (ma anche un Harrier GR9 oppure un convertiplano). Consiste nello stazionamento in volo, sostentato, a velocità nulla e quota costante.
Chiamato anche volo puntiforme in quanto la rotta "disegna" nello spazio un semplice punto, o volo stazionario, in quanto si mantengono costanti velocità nulla e quota.
Questa tecnica di volo viene utilizzata solo in particolari situazioni e solo quando non è possibile eseguirne altre, ad esempio in zone impervie dove non è possibile atterrare. Questa manovra comporta elevati rischi, soprattutto nella discesa e nel recupero tramite verricello di personale e/o materiale.

## Galleria d'immagini

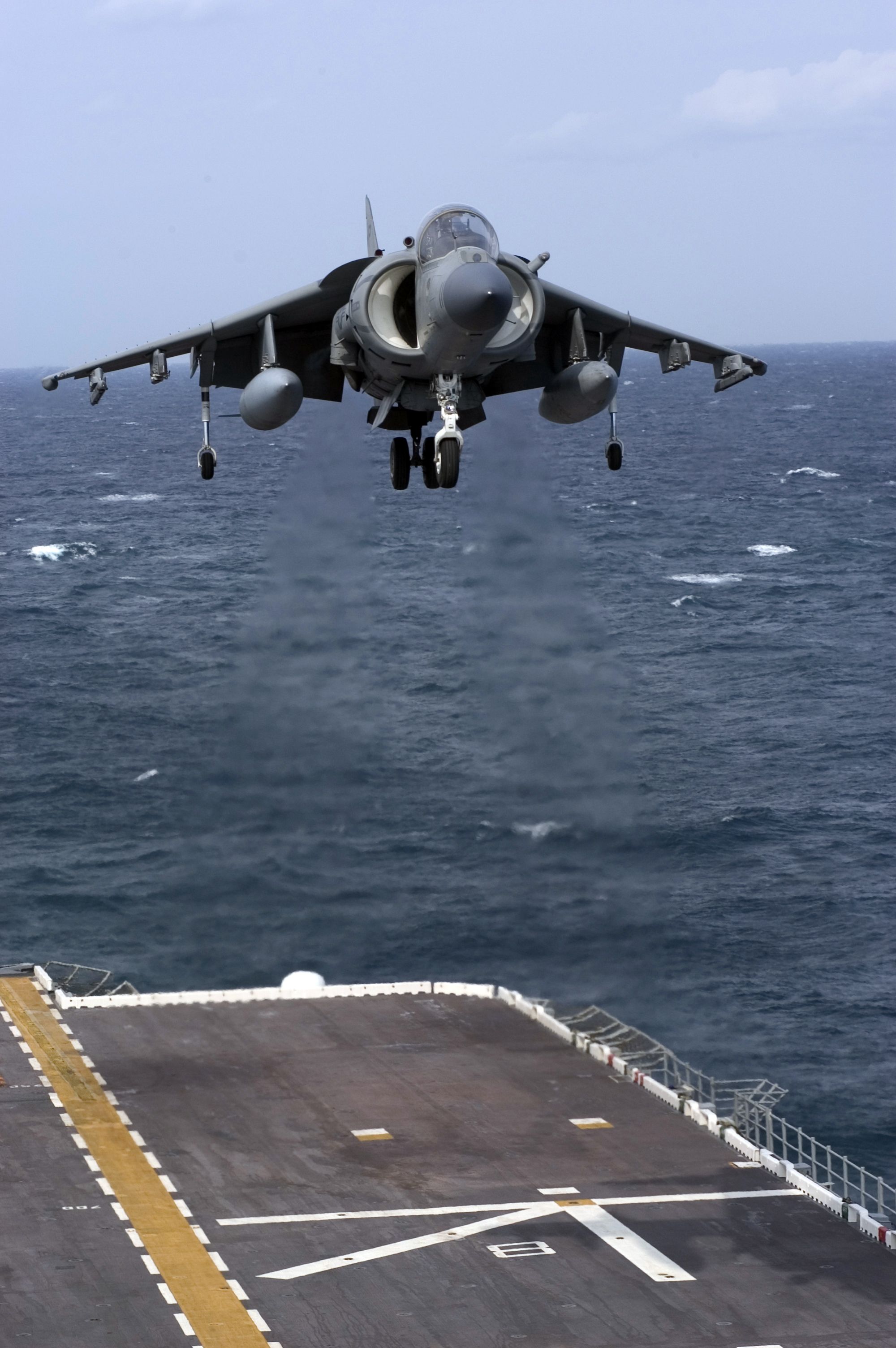
Un AV-8B Harrier II in atterraggio verticale sulla USS Nassau
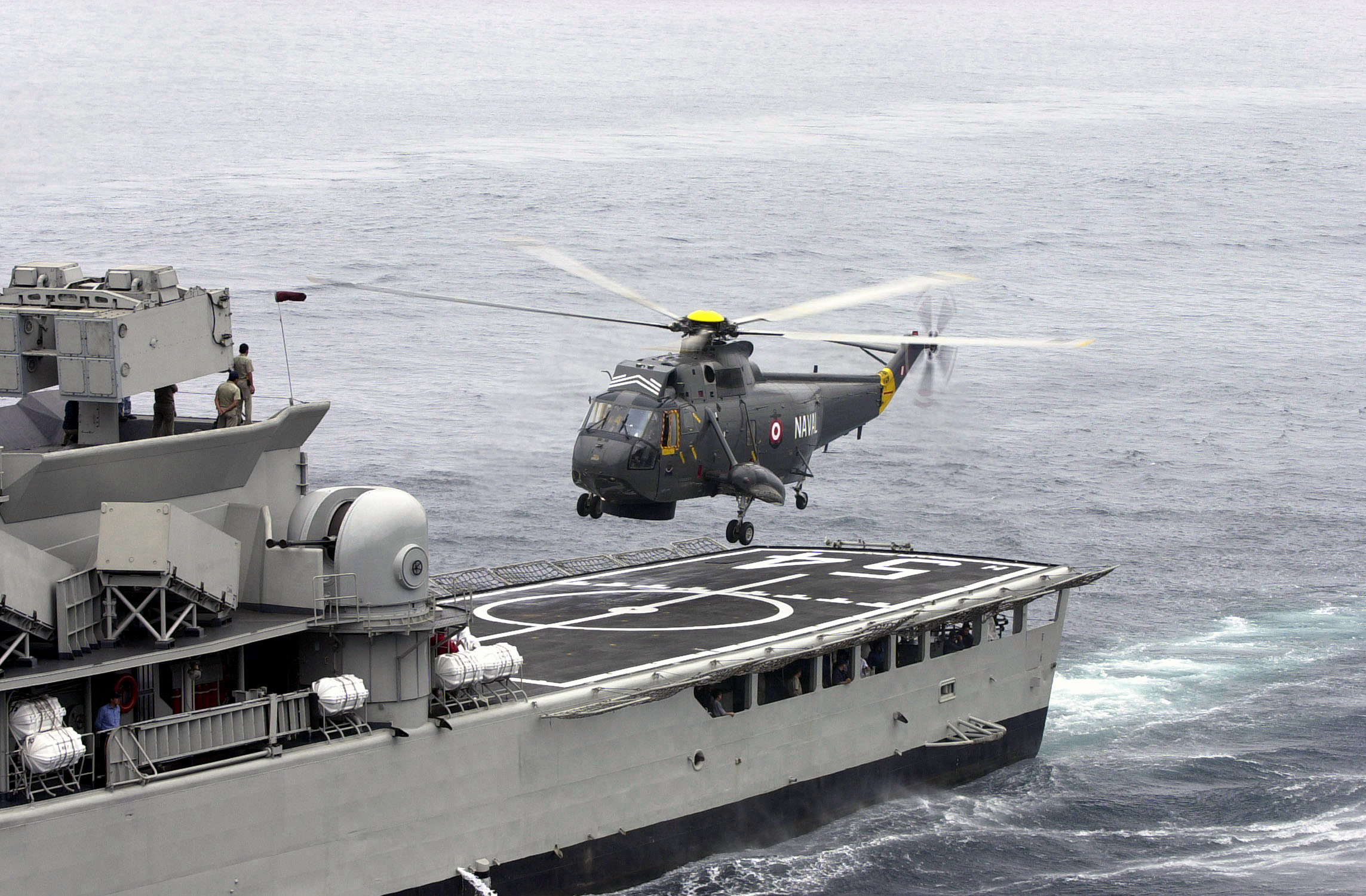
ASH-3D Sea King della Marina militare peruviana in atterraggio su una fregata
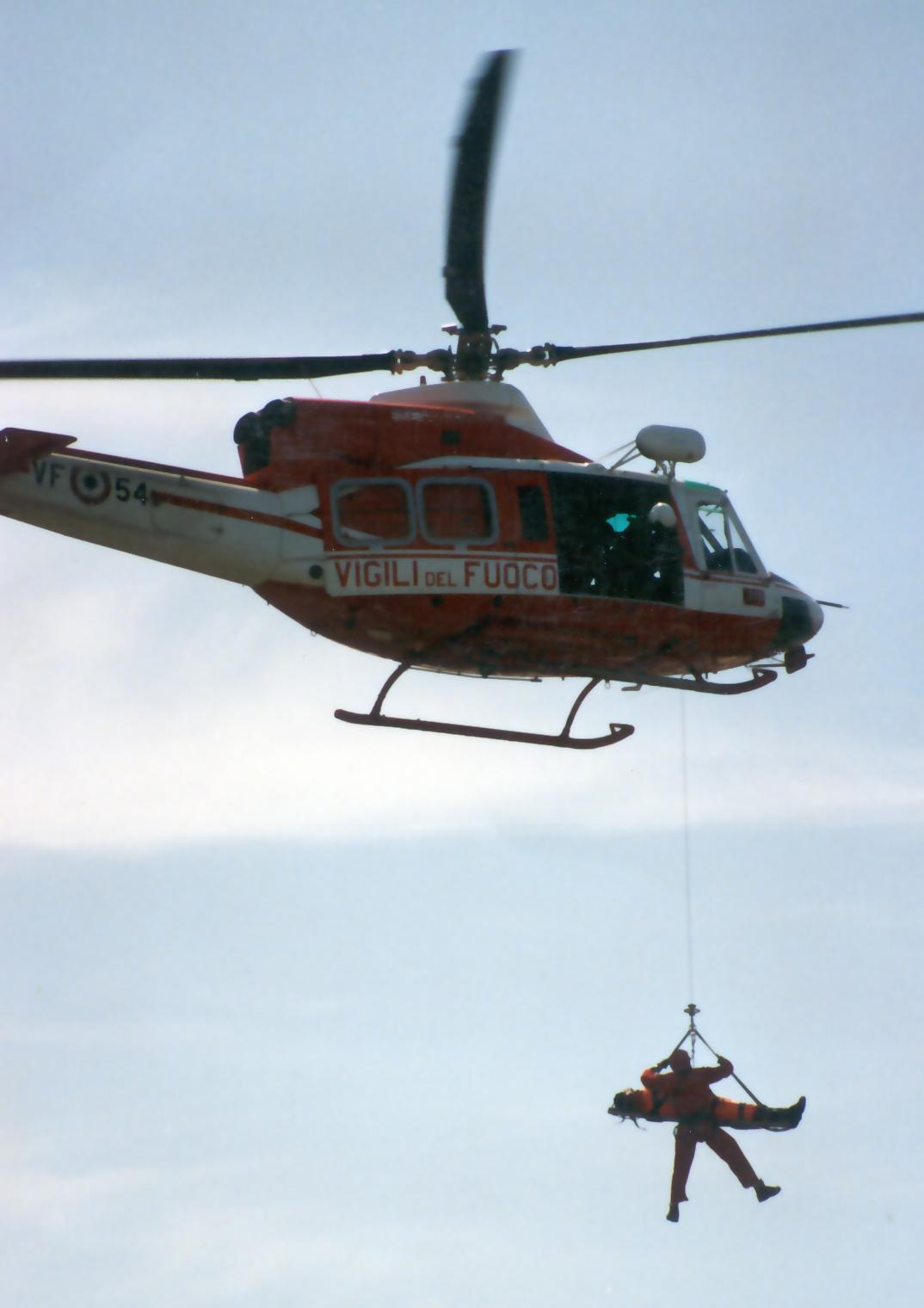
Un'esercitazione del Nucleo Elicotteri dei Vigili del Fuoco di Genova mediante elicottero AB 412.